# 6306 Nishimura
6306 Nishimura è un asteroide della fascia principale. Scoperto nel 1989, presenta un'orbita caratterizzata da un semiasse maggiore pari a 2,6734406 UA e da un'eccentricità di 0,2335867, inclinata di 14,57141° rispetto all'eclittica.